# Natalia Restrepo Escobar
Natalia Restrepo Escobar es una Ingeniera Biológica colombiana, Doctora en Biotecnología de la Universidad Nacional de Colombia Sede Medellín, receptora de una beca L'Oréal-Unesco por las Mujeres en la Ciencia Colombia en 2017 y del Premio Joven Investigador otorgado por el Departamento Administrativo de Ciencia, Tecnología e Innovación COLCIENCIAS en 2011.

## Biografía

### Formación
Restrepo se graduó como Ingeniera Biológica en la Universidad Nacional de Colombia Sede Medellín en 2010. En 2013 cursó una Maestría en Ciencias Biológicas en la misma institución, donde acto seguido cursó un Doctorado en Biotecnología.

### Carrera
Dentro de la Universidad Nacional de Colombia, ha participado en diferentes proyectos de investigación dentro de la línea de Genética de poblaciones y biodiversidad del Grupo de investigación Biotecnología Animal. Sus áreas de desempeño se centran en la Morfometría geométrica y la genética de poblaciones.
En enero de 2011, Restrepo recibió el Premio al Joven Investigador entregado por la Universidad Nacional de Colombia y por el  Departamento Administrativo de Ciencia, Tecnología e Innovación COLCIENCIAS. En 2017 recibió una beca L'Oréal-Unesco por las Mujeres en la Ciencia como reconocimiento por su tesis doctoral sobre marcadores moleculares para tres especies de bagres endémicos colombianos con fines de preservación, aplicada al Río Cauca. Además ha publicado varios artículos que han aparecido en revistas científicas especializadas en el Reino Unido y en Centroamérica.

## Premios y reconocimientos
- 2011 - Premio Joven investigador, Universidad Nacional de Colombia y Colciencias.
- 2017 - Beca Nacional L'Oréal-Unesco por las Mujeres en la Ciencia en Colombia.

## Publicaciones destacadas
- Mitochondrial genome of the Neotropical catfish Ageneiosus pardalis, Lütken 1874 (Siluriformes, Auchenipteridae). Reino Unido, 2014.
- Mitochondrial genome of the Trans-Andean shovelnose catfish Sorubim cuspicaudus (Siluriformes, Pimelodidae). Reino Unido, 2014.
- Variations of body geometry in Brycon henni (Teleostei: Characiformes, Bryconidae) in different rivers and streams. Reino Unido, 2016.
- Shell shape variation of queen conch Strombus gigas (Mesograstropoda: Strombidae) from Southwest Caribbean. Costa Rica, 2016.
- Molecular and morphometric characterization of two dental morphs of Saccodon dariensis (Parodontidae). Reino Unido, 2016.